# Йоан Палеолог (кесар)
Йоан Палеолог (на средногръцки: Ἱωάννης Παλαιολόγος) е византийски военачалник от XIII - XIV век, от династията Палеолози.

## Биография
Роден е около 1288 - 1289 година в семейството на византийския военачалник Константин Палеолог и съпругата му Ирина Раулина Палеологина, които се женят около 1287 година. Внук е на император Михаил VIII Палеолог (1259 – 1282) и Теодора Дукина Ватацина.
В 1305 година Йоан Палеолог получава придворния ранг паниперсеваст. Неясно по каква причина на смъртното си ложе в 1306 година Константин Палеолог се разграничава от сина си.
До 1325/26 година, по време на Гражданската война между Андроник II Палеолог и Андроник III Палеолог, Йоан Палеолог е управител на Солун. В 1326 година Йоан Палеолог се обръща срещу чичо си, император Андроник II и се присъединява към силите на сръбския владетел Стефан Урош III, с когото опустошава византийските владения в Централна Македония до Сяр. Андроник II се опитва да го върне на своя страна, като му изпраща пратеници, носещи отличителните знаци на кесар, втората най-висока титла във византийската дворцова йерархия. Йоан се съгласява да се откаже от бунта си и да се върне в Солун, но се разболява и скоро след това умира в Скопие.
Малко след 1305/06 година Йоан Палеолог се жени Ирина, дъщеря на Теодор Метохит. Двойката има дъщеря, Мария Палеологина, която става кралица съпруга на Стефан Урош, и неназован син, който е убит в битката при Русокастро през 1332 година.